# Rajyavardhan Singh Rathore
Rajyavardhan Singh Rathore (Jaisalmer, 29 de janeiro de 1970) é um atirador olímpico indiano, medalhista olímpico.

## Carreira
Rajyavardhan Singh Rathore representou a Índia nas Olimpíadas, em 2004 e 2008, conquistou a medalha de prata em 2004, na fossa dupla.